# Стари бунари (Врање)
Бунари су вештачки објекти који се користе за вађење и употребу подземне воде.

## Старо Врање
У старом Врању, у двориштима са високим зидовима, било их је пуно: од Циганске махале до данашње Дуванске индустрије, од Кусог блата до Шапранца. У међувремену, на десетине их је затрпано или претворено у септичке јаме. Вода се из бунара најпре вадила уз помоћ ђерма, а касније и чекрка. Око бунара се гајило разно цвеће, најчешће здравац као симбол здравља и зеленила. Поред бунара је било разних обреда - на Ђурдђевдан, Спасовдан и на зимског Светог Јована и китили би се здравцем, босиљком или неким другим цвећем.

## Попис бунара
1. Баба Златин бунар
2. Цветков бунар
3. Тонетов бунар
4. Суљински бунар
5. Џокински (Ромелов) бунар
6. Бириџиков бунар
7. Влајински бунар
8. Улични бунар (Улица албанске голготе)
9. Џипковски бунар
10. Џикин бунар
11. Пукин бунар
12. Јежин бунар
13. Улични бунар (Улица собинска)
14. Сандин бунар
15. Данчин бунар
16. Улични бунар (Улица црногорска)
17. Савин бунар
18. Поп Антонијев бунар
19. Ђозин бунар
20. Шунђин бунар
21. Махалски бунар
22. Машков бунар
23. Тафин бунар
24. Ванетов бунар
25. Животаков бунар